# Miconia aggregata
Miconia aggregata är en tvåhjärtbladig växtart som beskrevs av Henry Allan Gleason. Miconia aggregata ingår i släktet Miconia och familjen Melastomataceae. Utöver nominatformen finns också underarten M. a. australis.